# Mario Silva (chính khách)
Mário Silva (sinh ngày 11 tháng 6 năm 1966) là một học giả pháp lý người Canada và cựu chính khách.  Silva từng là Nghị sĩ Canada từ năm 2004 đến năm 2011. Ông bắt đầu sự nghiệp chính trị của mình với tư cách là Ủy viên Hội đồng Thành phố Toronto từ năm 1994–2003. Sau đó, ông chuyển sang hoạt động chính trị liên bang, được bầu vào Đảng Tự do của Canada trong cuộc bầu cử năm 2004 tại Toronto tranh đua của Davenport. Ông từng là Người chỉ trích chính thức đối lập về vấn đề ngoại giao (Châu Mỹ) sau khi đã từng là Người chỉ trích đối với Ban Ngân khố và Lao động. Năm 2007, Tổng thống Cộng hòa Pháp đã phong tặng ông danh hiệu Hiệp sĩ Huân chương Bắc đẩu bội tinh (Ordre national de la Légion d'honneur). Ông cũng đã được trao tặng Huân chương Công đức của Bồ Đào Nha. and the Order of Rio Branco from Brazil.
Silva có bằng B.A. về Khoa học Chính trị của Đại học Toronto, bằng "Certificat de Langue Francaise" của Đại học Paris-Sorbonne, và bằng thạc sĩ về Luật Nhân quyền Quốc tế của Đại học Oxford ở Vương quốc Anh. Silva có bằng Ph.D. tại Khoa Luật tại Đại học Quốc gia Ireland, Galway. Ph.D. của Silva luận án có tiêu đề "Thất bại và Quốc gia Thất bại: Nguyên nhân và Điều kiện." Vào ngày 15 tháng 12 năm 2011, Thủ tướng Stephen Harper đã bổ nhiệm ông làm chủ tịch Liên minh Tưởng niệm Holocaust Quốc tế (chính thức là Lực lượng Đặc nhiệm Hợp tác Quốc tế về Giáo dục, Tưởng niệm và Nghiên cứu về Thảm sát Holocaust (ITF)) vào năm 2013. Ông hiện là Nghiên cứu sinh xuất sắc, Luật và Kinh doanh tại Đại học Ryerson ở Toronto.

## Chính trị địa phương
Sinh ra ở Azores, Bồ Đào Nha, ông lần đầu tiên được bầu vào hội đồng thành phố vào năm 1994 sau khi đánh bại ủy viên hội đồng kỳ cựu Tony O'Donohue với 15 phiếu. 
Silva đã nhận được điểm cao từ Liên minh Môi trường Toronto vì đã ủng hộ các sáng kiến về môi trường và nhận được sự ủng hộ mạnh mẽ từ Phong trào Lao động. Silva là người gốc Bồ Đào Nha và nổi tiếng trong cộng đồng người Canada gốc Bồ Đào Nha. Silva phục vụ trong một số hội đồng bao gồm: Phó Chủ tịch, Ủy ban Vận tải Toronto; Chủ tọa, Nơi triển lãm; Ban Giám đốc, Bệnh viện Mount Sinai; Phó Chủ tịch, Công ty Toronto Hydro; Ban Giám đốc, Công ty Opera Canada; Chủ tịch 2013, Brazil Carnival Ball và Chủ tịch Viện Brazil của Canada.